# Rio Borogeana Răgăliei
O Rio Borogeana Răgăliei é um rio da Romênia afluente do Rio Latoriţa, localizado no distrito de Vâlcea.